# Hyophila integrifolia
Hyophila integrifolia là một loài rêu trong họ Pottiaceae. Loài này được Dixon & Thér. mô tả khoa học đầu tiên năm 1942.